# Thylamys
Thylamys és un gènere de mamífers didelfimorfs de la família dels didèlfids. Conté les espècies següents:
- Thylamys cinderella
- Marmosa elegant (Thylamys elegans)
- Marmosa de Karim (Thylamys karimii)
- Marmosa del Paraguai (Thylamys macrurus)
- Thylamys pallidior
- Marmosa comuna (Thylamys pusillus)
- Marmosa de l'Argentina (Thylamys sponsorius)
- Marmosa de Tate (Thylamys tatei)
- Marmosa vellutada (Thylamys velutinus)
- Thylamys venustus